# Каменское муниципальное образование (Турковский район)
Ка́менское муниципа́льное образова́ние — упразднённое сельское поселениев Турковском районе Саратовской области Российской Федерации.
Административный центр — село Каменка.
Законом Саратовской области от 20 апреля 2018 года № 44−ЗСО Каменское, Рязанское и Чернавское муниципальные образования преобразованы, путём их объединения, во вновь образованное муниципальное образование «Рязанское муниципальное образование Турковского муниципального района Саратовской области», наделённое статусом сельского поселения с административным центром в селе Рязанка.

## Население
| 2010 | 2011 | 2012 | 2013 | 2014 | 2015 | 2016 |
| ---- | ---- | ---- | ---- | ---- | ---- | ---- |
| 979  | ↘971 | ↘946 | ↘904 | ↘876 | ↘853 | ↘845 |
| 2017 | 2018 |      |      |      |      |      |
| ↘836 | ↘803 |      |      |      |      |      |

## Состав сельского поселения
| № | Населённый пункт | Тип населённого пункта       | Население |
| - | ---------------- | ---------------------------- | --------- |
| 1 | Ильинка          | село                         | ↘92       |
| 2 | Каменка          | село, административный центр | ↘334      |
| 3 | Трубетчино       | село                         | ↘553      |